# Wappen Omans
Das Wappen des Sultanats Oman besteht aus einem Handschar (arabischer Krummdolch) in einer Scheide, der zwei gekreuzte Krummschwerter überlagert. Dies ist das traditionelle Symbol der in Oman seit 1746 regierenden Said-Dynastie. Man findet es auf zahlreichen Flaggen, darunter auf der Gösch der Nationalflagge und im Zentrum der Sultanstandarte, seit 1940 auf der Währung, seit 1966 auf Briefmarken, sowie auf den Flugzeugen der omanischen Luftwaffe und an anderen Stellen. Das Wappen wird in Oman ebenfalls als Schmuckstück an Halsketten getragen.